# 小行星3101
小行星3101（3101 Goldberger）是一颗围绕太阳公转的小行星。1978年4月11日，埃莉諾·赫琳、加夫里爾·格魯夫（Gavril Grueff）、賈斯珀·V·沃爾（Jasper V. Wall）在帕洛马山发现了此天体。
該小行星以美國物理學家馬文·倫納德·戈德伯格命名。
这颗小行星的绝对星等为208.89927等。